# Kečup

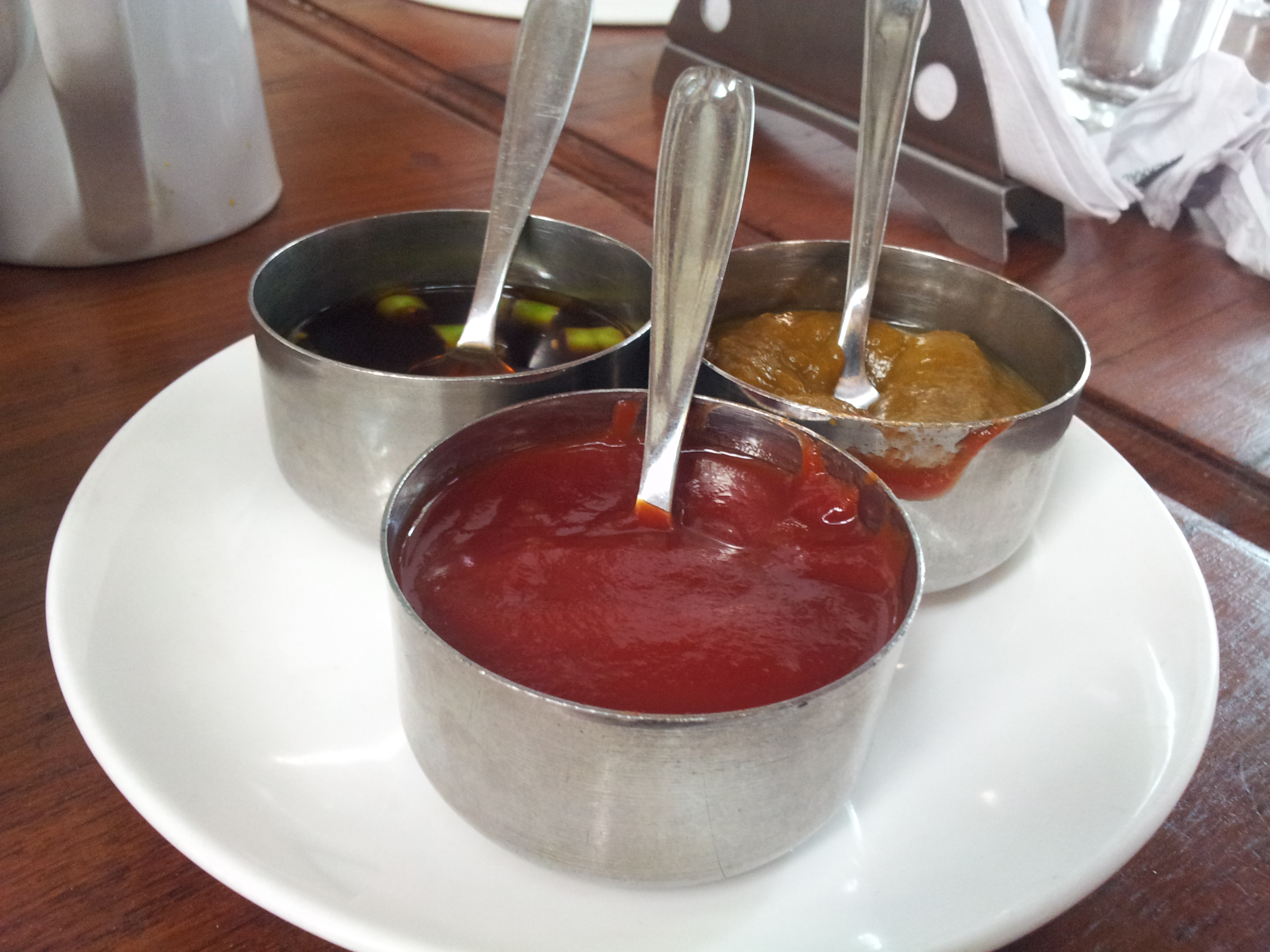
Kečup

Kečup je druh husté červené rajčatové omáčky. Jeho základ vznikl ve východní Asii, kde se používal jako omáčka na ryby.
Průmyslově vyráběný kečup tvoří rajčatový protlak, koření a další přísady. Oproti tomu kečup vyráběný domácím způsobem obsahuje pouze rajčata, cibuli, cukr a koření.[zdroj?] Kečup bývá obvykle používán k ochucení jídla. Kečup bývá obvykle konzumován s klobásami, hamburgery, hranolky, párky v rohlíku, s těstovinami i se sýrem, rýží a často se také jí s fish and chips.
O původu kečupu existuje více teorií. Ty počátek zasazují do Číny, Indie, Malajsie, Vietnamu, Japonska nebo Francie. V angličtině se kečup (pod různými jmény: catsup, catchup, ketsup, kitchup či ketchup) poprvé vyskytuje ve slovníku z roku 1690 ve významu husté východoindické omáčky nebo později jakékoli omáčky obsahující ocet.
Název „kečup“ vznikl v Asii, kde byla výslovnost „ketjap“. Spojené státy americké se zasloužily o jeho popularizaci a název byl téměr zachován.[zdroj?]

## Kečupy v České republice
Po zrušení potravinářských norem počátkem 90. let 20. století došlo k úpadku kvality průmyslově vyráběných kečupů. Ty začaly být šizeny vodou se zahušťovadly, barvivy a ochucovadly, byly do nich přidávány náhradní levné suroviny, jako jablka či mrkev. K částečnému zlepšení došlo až v roce 2003, kdy byla přijata Vyhláška č. 157/2003 Sb., která stanoví, že výrobek označený jako kečup musí obsahovat 12% refraktometrické sušiny, kečupy označené jako "Prima," "Speciál" nebo "Extra" musí obsahovat 30 % sušiny. I poté však někteří výrobci tuto vyhlášku nedodržovali, docházelo buď k šizení nebo uvádění na trh podobných produktů, jako např. "kečupová omáčka", která nesplňuje parametry pro kečup.
Ani dosavadní výsledky kontrol kvality kečupů nedopadly dobře, v některých výrobcích byly objeveny jedy z plísní či pesticidy. V současné době je kvalita průmyslově vyráběných kečupů rozdílná. I proto si některé hospodyňky vyrábí tuto pochutinu podomácku.
Nejsilnější firmou na českém trhu podle prodaného objemu kečupů i výše tržeb je společnost Hamé.
Na českém trhu se v roce 2009 podle firmy Heinz prodalo asi 15 tisíc tun kečupu ročně, což vychází zhruba na 1,5 kg na hlavu. Podle Unileveru, výrobce kečupů Hellmann’s, to bylo až 3,9 kg na člověka. Češi mají údajně nejraději sladké kečupy, nejčastěji označované jako jemné, ty tvoří osmdesát procent všech prodejů.
V České republice se ovšem prodá o 40 % více tatarské omáčky než kečupu, což je z evropského hlediska unikát.

## Kečupová láhev
Někteří výrobci používají na kečup umělohmotnou láhev obrácenou uzávěrem dolů, která má tu výhodu, že není třeba kečup mazat obtížně nožem, nekape, dávkuje přesně a „neprdí“ (neobsahuje nahromaděný vzduch díky tomu, že kečup je nahromaděný dole). Speciální uzávěr pro tuto láhev byl vynalezen v roce 1991. Americká firma Heinz pak v roce 2002 uvedla na trh obrácené láhve s tímto uzávěrem jako součást úsilí přimět spotřebitele, aby jedli více kečupu, což se jí i podařilo.